# Mattias Adelstam
Anders Mattias Adelstam, född 7 mars 1982 i Malmö, är en svensk fotbollsspelare (anfallare) som spelar för IFK Rössjöholm.

## Klubbkarriär
Adelstams moderklubb är BK Olympic. Han har också spelat för Ängelholms FF, där han vann skytteligan i Div 1 Södra 2007 med 23 mål på 26 matcher och Superettan 2009 med 19 mål på 30 matcher. 
Den 15 april 2010 gjorde han sitt första allsvenska mål när Trelleborgs FF tog emot IFK Göteborg på Vångavallen. Matchen slutade 2-1 till Trelleborg. 
Adelstam skrev på för Hammarby IF den 23 juli 2012. Han gjorde hattrick i en 4–2-vinst mot Degerfors IF under hösten 2012. Efter säsongen 2013 lämnade Adelstam klubben.
Han tillbringade vårsäsongen 2014 i HIF Akademi och blev klar för Landskrona BoIS den 17 juli samma år. Han debuterade för Landskrona den 19 juli 2014 i en 3–1-hemmaseger över IFK Värnamo. Adelstam blev inbytt i den 72:a minuten mot Niclas Rønne och gjorde åtta minuter senare även sitt första mål för klubben. Han spelade 13 ligamatcher och gjorde två mål samt en match i Svenska cupen för Landskrona BoIS under säsongen 2014.
I januari 2015 värvades Adelstam av division 2-klubben Höganäs BK. I februari 2015 bröt han kontraktet med klubben. Säsongen 2018 gjorde Adelstam comeback i division 6-klubben IFK Rössjöholm. Han gjorde åtta mål på 10 matcher för klubben under säsongen 2018. Inför säsongen 2019 återvände Adelstam till Ängelholms FF, där han även fick en roll som assisterande tränare.